# Матична библиотека „Светозар Марковић” Зајечар
Матична библиотека „Светозар Марковић” обавља матичне функције за све библиотеке са територије Зајечарског округа. Она је најстарија установа културе у Зајечару, са традицијом дужом од једног и по века.
Од 1960. године смештена је у згради која је некада била приватна кућа познатог зајечарског трговца Марка Ц. Петковића Пловака. Изграђена је 1936. године и у потпуности је сачуван њен аутентичан изглед.

## Историјат
Услови за отварање читалишта у Зајечару створили су се средином 19. века. Неколицина професора Зајечарске полугимназије, учитеља основних школа, угледнијих и писменијих грађана покренула је иницијативу за отварање читалишта. Окружни начелник Сима Божић је у њихово име министру просвете и црквених дела доставио молбу за отварање читаонице. Као одговор на њихову молбу Читаоница зајечарска као јавна и просветна установа отворена је 27. новембра 1866. године. Оно што се може издвојити као занимљиво јесте да се у свим актима из Зајечара користио термин читаоница, а не читалиште. Ово свакако представља први случај коришћења овог назива које је касније заменило тадашње коришећ термин читалиште и у другим местима. Читаоница у Зајечару имала је 120 редовних чланова. Држава је 25 страних и српских новина у свом фонду. Поред овога, књижни фонд чино је на самом почетку 113 књига.
Читаоница је од свог оснивања па до српско-турских ратова радила у континуитету. У време ратова сав фонд и инвентар бивају уништени и тек 1879. године читаоница наставља са радом. Због недостатка средстава за њено неометано фунционисање, затвара се након 2 године рада. На иницијативу директора и професора Зајечарске гиманзије, 1881. године основана је гимназијска читаоница, чији рад је можда и узрок престанка рада градске јавне читаонице. Почетком 1892. године, професори гимназије и други интелектуалци образовали су Одбор за оснивање Црноречке окружне библиотеке, која је захваљујући прилозима у новцу и књигама почела са радом. У периоду од 1894. па све до почетка Првог светског рата, радила је и Читаоница Зајечарске трговачке омладине. Осим тога, у првој деценији ХХ века отворена је и "Грађанска касина" са књижницом и читаоницом, која је имала клупски карактер јер је била намењена ужем кругу грађана који су били њени чланови.
Крајем новембра 1909. године у простријама зајечарске Гимназије отворена је Јавна библиотека. Њен целокупни фонд књига, као и књижни фондови осталих еснафских, сеоских, школских, приватних и других библиотека, књижница и читаоница пропали су у периоду од 1915. до 1918. године.
Између два светска рата у Зајечару није постојала Јавна библиотека. Деловале су библиотеке Грађанске касине, еснафских, струковних удружења и Гимназије.
У периоду 1944–1948. године Библиотека је радила у оквиру Дома културе, а након тога наставила је свој рад самостално.
Назив Народна библиотека „Светозар Марковић“ носи од 1959. године. Почетком 1961.године Општинско веће Народног одбора општине Зајечар донело је решење о додељивању матичности, те се тако мења и назив у Матична библиотека „Светозар Марковић“.

## Одељења

### Позајмно одељење за одрасле
Ово одељење пружа услуге корисницима старијим од 14 година. Налази се на првом спрату главне зграде. Фонд од преко 50.000 публикација је уређен према УДК систему, а приступ је слободан.

### Позајмно одељење за децу
Формирано је 1978. године и налази се у засебној згради у дворишту Библиотеке. Корисници су деца предшколског узраста и ученици од првог до осмог разреда основне школе. Одељење сарађује са свим предшколским установама и школама у општини и организује велики број радионица и програма током године.

### Одељење периодике
Налази се на другом спрату главне зграде. Одељење има више од 250 наслова периодике из различитих области. Најстарији је примерак часописа „Српски архив за целокупно лекарство“ из 1874. године.

### Одељење набавке и обраде
Ово одељење је смештено на другом спрату главне зграде. Од 1997. године започиње се са формирањем елетронског каталога, испрва применом локалног програма БИЗА, а 1998. године се прелази на примену програма БИБЛИО све до 2004. године, када Библиотека постаје чланица COBISS система.

### Одељење за научни рад и пружање информација
Одељење заузима читав последњи спрат главне зграде, заједно са читаоницом која има 50 читалачких места. Фонд овог одељења се не позајмљује, већ се користи искључиво у читаоници.

### Одељење за културно-образовне програме и подстицање читања
Налази се на првом спрату главне зграде. Осмишљено је ради интензивирања и квалитетнијег организовања културних манифестација. У оквиру делатности одељења организују се изложбе, књижевне вечери, промоције, трибине, као и друге акције у вези са популарисањем књиге и читања код корисника у сарадњи са другим културним и са просветним установама, медијима, као и са организацијама и појединцима.

### Завичајно одељење
Завичајно је основано 1985. године и смештено је на првом спрату главне зграде. Данас има преко 4.000 књига, као и фонд периодике, плакате, разгледнице, фотографије, географске карте, компакт дискове.
У Завичајном одељењу се налази и десет монографских публикација, које по категоризацији за стару и ретку књигу чине културно добро од великог значаја. Најстарија од њих потиче из 1836. а најмлађа из 1866. године.

### Матична служба
Матична служба се стара о развоју библиотечко-информационе делатности и унапређивању квалитета рада библиотека на територији Зајечарског округа (општине: Зајечар, Бољевац, Књажевац и Сокобања), води електронску базу у склопу програма Мрежа библитека Србије, пружа стручну помоћ, врши надзор над стручним радом библиотека старајући се о примени библиотечких стандарда и прописа, прати и проучава стање и потребе библиотека и предлаже мере за унапређење библиотечко-информационе делатности и сарађује са библиотекама из области Округа, организује стручна саветовања и семинаре, прати испуњеност услова библиотекара за стицање виших стручних звања и помаже укључењу библиотека у јединствени бибиотечко-инфомациони систем Србије.
Мрежу библиотека Зајечарског округа чини 36 библиотека.

## Издања
Издавачка делатност Матичне библиотеке „Светозар Марковић“ траје преко четири деценије. За то време публиковано је више десетина наслова како из области књижевности, тако и са неком другом тематиком. Најзначајније су едиције „Библиографије“, „Исток запад“, „Дамар“, „Акација“.